# 2339 Анакреон
2339 Анакреон (2509 P-L, 1948 TH1, 1952 UH1, 1972 RK3, 1976 QQ1, 2339 Anacreon) — астероїд головного поясу, відкритий 24 вересня 1960 року.
Тіссеранів параметр щодо Юпітера — 3,421.